# Siccia guttulosana
Siccia guttulosana là một loài bướm đêm thuộc phân họ Arctiinae, họ Erebidae.